# Седмоугао
У геометрији, седмоугао је многоугао са седам темена и седам страница.

### Правилни седмоугао
Правилни седмоугао је седмоугао код кога су све странице једнаке дужине и сви унутрашњи углови једнаки.

Сваки унутрашњи угао правилног седмоугла има приближно 128,57° (степени), а збир свих унутрашњих углова било ког седмоугла износи 900°.

Ако му је основна страница дужине {\displaystyle t\,\!}, површина правилног седмоугла се одређује формулом

{\displaystyle P={\frac {7t^{2}}{4}}\mathop {\mathrm {ctg} } \,{\frac {\pi }{7}}\approx 3.63391t^{2}}.

Површина се може израчунати и са

{\displaystyle P={\frac {7}{2}}R^{2}\sin {\frac {2\pi }{7}}=7r^{2}\mathop {\mathrm {tg} } \,{\frac {\pi }{7}}}

где је {\displaystyle R} - полупречник описаног круга, а {\displaystyle r} - полупречник уписаног круга.

Обим правилног седмоугла коме је страница дужине {\displaystyle t\,\!} биће једнак {\displaystyle 7t\,\!} односно {\displaystyle 14R\sin {\frac {\pi }{7}}} или {\displaystyle 7r^{2}\mathop {\mathrm {tg} } {\frac {\pi }{7}}}.

### Конструкција
Правилни седмоугао се не може конструисати уз помоћ лењира и шестара.

Гаус је 1796. доказао да је правилан n-тоугао могуће конструисати уз помоћ лењира и шестара само када је {\displaystyle n} прост број облика {\displaystyle 2^{p}+1}, где је {\displaystyle p=2^{k}}, за {\displaystyle k=0,1,2,...}. Како је број 7 прост број који није таквог облика, конструкција правилног седмоугла није могућа.
Конструкцију је могуће извести уз помоћ означеног лењира и шестара, али се она не прихвата као математички коректна, а такође постоји и неколико приближних конструкција уз помоћ лењира и шестара.

## Где се може видети седмоугао
Неке кованице које се данас користе у Уједињеном Краљевству, као и неке кованице Европске уније имају модификовани облик правилног седмоугла зато што такви новчићи карактеристичног облика лако могу да се препознају само чулом додира, а са друге стране, имају неочекивану особину да, иако немају облик круга, имају све пречнике једнаких дужина, па се могу користити у апаратима који раде на новац.